# Мезопоры
Мезопоры (англ. mesopores) — поры размером от 2 до 50 нм.

## Описание
Классификация рекомендована Международным союзом по чистой и прикладной химии (IUPAC). Выделение этой области пор в отдельную группу основано на том, что именно в порах такого размера происходит и может быть измерена капиллярная конденсация (конденсация при парциальном давлении ниже давления насыщенного пара).
Мезопоры могут содержать оксиды кремния, алюминия, циркония, углеродные материалы, алюмосиликаты и др. Мезопористые материалы представляют большой практический интерес как сорбенты и носители для катализаторов.